# Literatura zgliszcz
Literatura zgliszcz, Trümmerliteratur, Literatur der Stunde Null. Niemieckie filmy z tego okresu zalicza się do Trümmerfilm.

## Autorzy i ich teksty
- Alfred Andersch
- Johannes Becher (Heimkehr)
- Heinrich Böll (Der Engel schwieg, Wo warst du, Adam?, Der Mann mit den Messern, Wanderer, kommst du nach Spa ..., Der Zug war pünktlich )
- Wolfgang Borchert (Draußen vor der Tür, Das Brot, Die Küchenuhr, Nachts schlafen die Ratten doch, Die Kirschen, Die drei dunklen Könige)
- Paul Celan (Der Sand aus den Urnen)
- Günter Eich (Züge im Nebel, Inventur, Latrine)
- Erich Kästner (Texte für das Münchner Kabarett „Die Schaubude“)
- Wolfgang Koeppen (Tauben im Gras)
- Walter Kolbenhoff(inne języki) (Von unserem Fleisch und Blut (Roman); Heimkehr in die Fremde (Roman))
- Jan Molitor (Cavalcade 1946)
- Heinz Rein (In einer Winternacht)
- Hans Werner Richter (Deine Söhne Europa)
- Arno Schmidt (Leviathan, Brand’s Haide)
- Franz-Joseph Schneider(inne języki)
- Wolfdietrich Schnurre(inne języki) (Ein Unglücksfall, Das Begräbnis, Auf der Flucht, Steppenkopp)
- Wolfgang Weyrauch(inne języki) (Tausend Gramm(inne języki))
- Nelly Sachs (In den Wohnungen des Todes, Sternverdunkelung)